# Olga Mandrika
Olga Mandrika (* 17. Juni 1993) ist eine ehemalige kasachische Skilangläuferin.

## Werdegang
Mandrika startete international erstmals im Januar 2011 bei den Nordischen Junioren-Skiweltmeisterschaften 2011 in Otepää und belegte dabei den 28. Platz über 5 km Freistil und den neunten Rang mit der Staffel. Im folgenden Jahr errang sie bei den Nordische Junioren-Skiweltmeisterschaften 2012 in Erzurum den 40. Platz im Skiathlon und den achten Platz mit der Staffel. Im Januar 2013 kam sie bei den Nordischen Junioren-Skiweltmeisterschaften 2013 in Liberec auf den 62. Platz im Sprint, auf den 44. Rang über 5 km Freistil und auf den 11. Platz mit der Staffel. Zu Beginn der Saison 2013/14 holte sie bei der Winter-Universiade 2013 in Lago di Tesero die Bronzemedaille mit der Staffel. Bei den U23-Weltmeisterschaften 2014 im Fleimstal gelang ihr der 46. Platz im Sprint und der 25. Rang im Skiathlon. Ihr erstes Weltcuprennen lief sie im November 2014 in Kuusamo, welches sie auf dem 71. Platz über 10 km klassisch beendete. Bei der folgenden Weltcup-Minitour in Lillehammer erreichte sie den 69. Platz. Bei der Winter-Universiade 2015 in Štrbské Pleso errang sie den 14. Platz über 5 km klassisch und den siebten Platz im 15-km-Massenstartrennen. Im Februar 2015 belegte sie bei den U23-Weltmeisterschaften 2015 in Almaty den 18. Platz im Skiathlon und den 14. Rang über 10 km Freistil. Beim Saisonhöhepunkt den Nordischen Skiweltmeisterschaften 2015 in Falun gelang ihr der 67. Platz über 10 km Freistil, der 39. Rang im 30-km-Massenstartrennen und der 12. Platz mit der Staffel. Zu Beginn der Saison 2015/16 beendete sie die Weltcup-Minitour in Ruka auf dem 67. Platz. Bei den U23-Weltmeisterschaften 2016 in Râșnov kam sie auf den 33. Platz im Sprint, auf den 26. Rang über 10 km klassisch und auf den 17. Platz über 10 km Freistil. Im Januar 2017 holte sie bei der Winter-Universiade 2017 in Almaty die Silbermedaille mit der Staffel. Ihre besten Ergebnisse bei den Nordischen Skiweltmeisterschaften 2017 in Lahti waren der 43. Platz im Skiathlon und der 12. Rang mit der Staffel. Im März 2019 wurde sie in Schtschutschinsk kasachische Meisterin über 5 km Freistil. Nach Platz 59 beim Ruka Triple zu Beginn der Saison 2019/20, holte sie in Davos mit dem 27. Platz über 10 km Freistil ihre ersten und einzigen Weltcuppunkte und errang zum Saisonende den 47. Platz bei der Skitour. Letztmals international startete sie bei den Nordischen Skiweltmeisterschaften 2021 in Oberstdorf. Dort belegte sie den 50. Platz über 10 km Freistil, den 43. Rang im Skiathlon und den 11. Platz mit der Staffel.